# Jardin des Colonnes - Ricardo-Bofill
Le jardin des Colonnes - Ricardo-Bofill est un espace vert du 14e arrondissement de Paris, dans le quartier de Plaisance.

## Situation et accès
Le jardin est accessible par le 5, place de l'Abbé-Jean-Lebeuf.
Il est desservi par la ligne 13 à la station Pernety.

## Historique
Le jardin est créé en 1986 sous le nom jardin des Colonnes.
Le 13 octobre 2022, le nom de l'architecte catalan Ricardo Bofill (1939-2022) est ajouté au nom de l'espace vert.